# Cobra 11 în alertă: Echipa 2
Cobra 11 în alertă: Echipa 2 este un spin-off al serialului Cobra 11 în alertă. 
Serialul are doi comisari: Hendrik Duryn care îl interpretează pe Frank Traber și Julia Stinshoff care o interpretează pe Susanne von Landitz.